# Francisco de Cologne
Francisco de Cologne, né vers 1470 à Burgos et mort en 1542 dans la même ville, est un architecte et sculpteur espagnol.

## Biographie
Il naquit dans une famille d’artistes importante d’ascendance alémanique. Il était le petit fils de Jean de Cologne et le fils de Simon de Cologne avec qui il collabora à des œuvres importantes. Il intervint sur la Nouvelle cathédrale de Salamanque et sur les travaux de la Cathédrale nouvelle de Plasencia. Sa première œuvre fut probablement le retable de l’église Saint-Nicolas de Bari. Il y construisit la chapelle Saint-Dominique du couvent Saint-Paul aujourd’hui disparu et qui appartenait à l’ordre dominicain. 
Après l’effondrement d’un premier ciboire de la cathédrale de Burgos il participa à la construction d’un second (1539-1568) jusqu’à sa mort.
Il maintint dans son style l’utilisation des structures gothiques sans assimiler les idées de la Renaissance, bien que son style évolua vers le plateresque pour la construction du Portail des Peaux de la cathédrale de Burgos.